# Ōtsuki
Ōtsuki (jap. 大月市 Ōtsuki-shi) – miasto w Japonii na głównej wyspie Honsiu w prefekturze Yamanashi.

## Położenie
Miasto leży we wschodniej części prefektury nad rzeką Sagami, graniczy z:
- Fuefuki
- Uenohara
- Tsuru
- Kōshū

oraz kilkoma miasteczkami i wsiami.

## Historia
Miasto powstało 8 sierpnia 1954 roku.

## Transport

### Kolejowy
Przez miasto przebiega magistrala JR Chūō.

### Drogowy
- Autostrada Chūō
- Drogi krajowe nr 20, 139.